# 올림픽 멕시코 선수단
올림픽 멕시코 선수단은 멕시코를 대표하여 올림픽에 참가하는 선수단이다. 멕시코는 1900년에 처음으로 올림픽에 참가했으며 1924년부터 매 하계 올림픽에 선수단을 파견해 왔다. 멕시코는 1928년부터 여러 차례 동계 올림픽에도 참가했지만 아직 동계 올림픽에서 메달을 획득한 적은 없다.
멕시코 선수들은 총 73개의 메달을 획득했으며 다이빙이 메달을 가장 많이 획득하는 스포츠이다.
멕시코 국가 올림픽 위원회가 멕시코 올림픽 위원회이며 1923년에 창설되었다.

## 같이 보기
- 분류:멕시코의 올림픽 참가 선수